# Reichsbürgergesetz

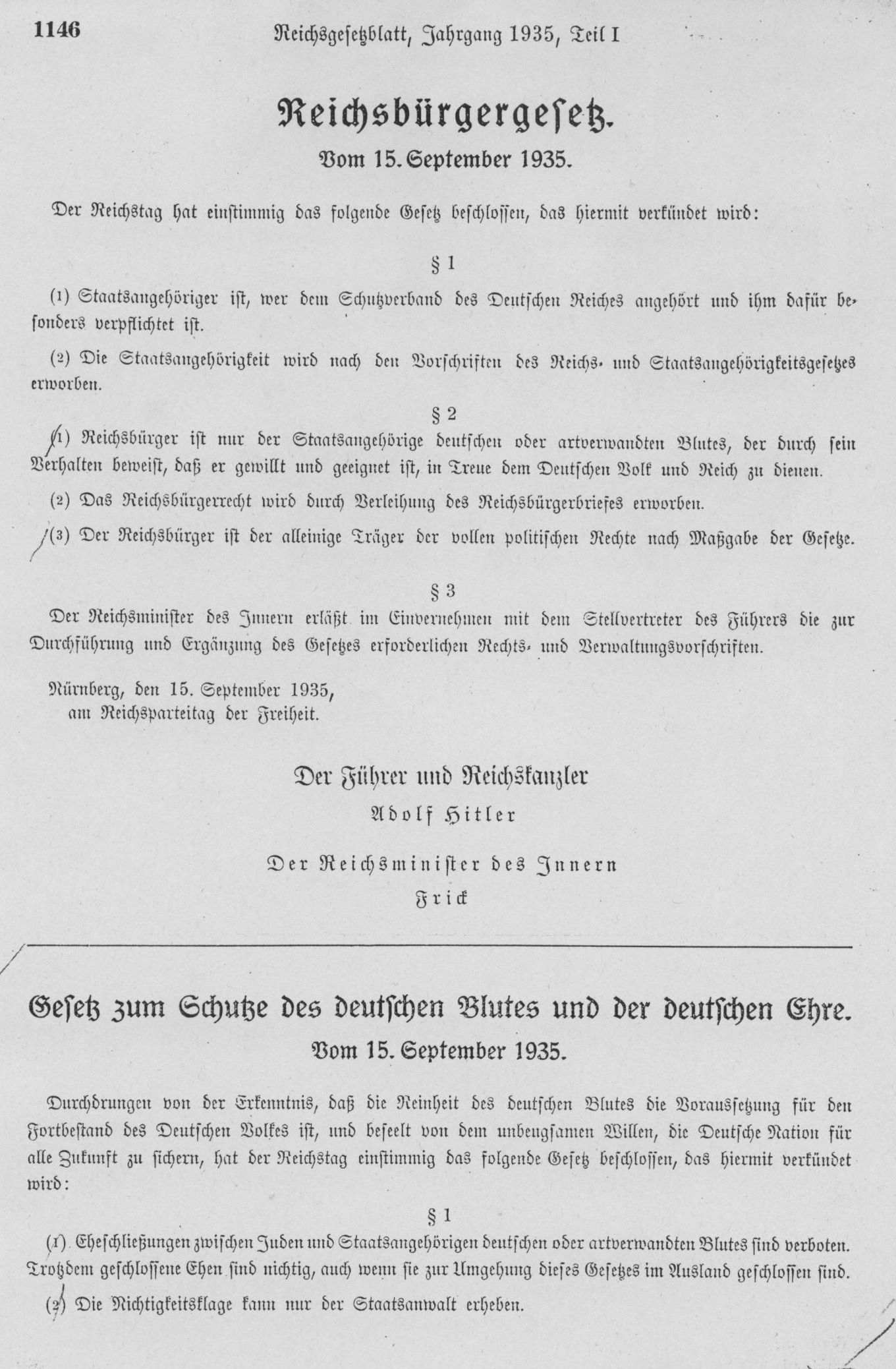
Verkündung des Reichsbürgergesetzes im Reichsgesetzblatt Teil I, 1935, S. 1146, ausgegeben am 16. September 1935

Das Reichsbürgergesetz vom 15. September 1935 (Reichsgesetzblatt I S. 1146) war ein antisemitisches Gesetz des NS-Staates. Es teilte die deutschen Staatsangehörigen einerseits in „Reichsbürger“, die „deutschen oder artverwandten Blutes“ sein und ein besonderes Treueverhältnis zum Deutschen Reich an den Tag legen mussten, und andererseits einfache Staatsangehörige. Hiermit waren in erster Linie die deutschen Juden gemeint. Damit wurde faktisch eine Zwei-Klassen-Gesellschaft geschaffen: Reichsbürger, die volle Rechte erhalten sollten, und bloße Staatsangehörige mit geringeren Rechten. Im engen Zusammenhang dazu steht das gleichzeitig erlassene „Gesetz zum Schutze des deutschen Blutes und der deutschen Ehre“ (Blutschutzgesetz).
Wesentlich bedeutsamer als das Reichsbürgergesetz selbst waren die auf seiner Grundlage erlassenen Verordnungen zum Reichsbürgergesetz, deren erste eine nationalsozialistische Definition des Begriffs Jude beinhaltet sowie die Entlassung der letzten jüdischen Beamten verfügt, die nach den Bestimmungen des „Frontkämpferprivilegs“ noch im Amt verblieben waren. Die deutsche Staatsangehörigkeit wurde zwar nach dem Reichs- und Staatsangehörigkeitsgesetz (RuStAG) vom 22. Juli 1913 erworben, jedoch wurde mit der Zwölften Verordnung vom 25. April 1943, nun mitten im Weltkrieg, eine „Staatsangehörigkeit auf Widerruf“ sowie eine „Schutzangehörigkeit“ eingeführt, wobei überdies bestimmt wurde, dass hiernach „Zigeuner“ und Juden weder „Staats-“ noch „Schutzangehörige“ werden konnten.
Das Reichsbürgergesetz war eines der beiden Nürnberger Gesetze, die auf dem siebten Reichsparteitag der NSDAP (10.–16. September 1935) vom Reichstag angenommen wurden. Der Reichstag war eigens zu diesem Zweck für den 15. September 1935 nach Nürnberg einberufen worden.

## Vorgeschichte und Entstehung
Das Reichsbürgergesetz war der Versuch der Nationalsozialisten, die Rassenlehre in Gesetzesform zu bringen. Dabei zeigte sich aber das Problem, zu definieren, wer als fremdrassig gelten sollte. Bereits 1930 hatte die NSDAP-Fraktion ein „Gesetz zum Schutz der deutschen Nation“ in den Reichstag eingebracht, das die „rassische Verschlechterung und Zersetzung des deutschen Volkes“ als „Rasseverrat“ unter Strafe stellte. Damit war Geschlechtsverkehr mit Juden oder Angehörigen „farbiger Rassen“ gemeint. Das Gesetz erhielt keine Mehrheit. Nach der nationalsozialistischen Machtergreifung legten der preußische Justizminister Hanns Kerrl und der Staatssekretär im Reichsjustizministerium Roland Freisler die Denkschrift Nationalsozialistisches Strafrecht vor, die sich explizit auf rassistische Praktiken in den Südstaaten der USA bezog. Sie löste internationale Proteste und einen Boykott deutscher Waren durch südamerikanische, afrikanische und asiatische Handelspartner aus. Gleichzeitig forderten die Kontagionisten um Julius Streicher, die glaubten, ein einziger Geschlechtsverkehr mit einem Juden würde eine „arische“ Frau für immer daran hindern, reinrassige Kinder zu gebären, eine Gesetzgebung in ihrem Sinne. Justizminister Franz Gürtner gab zu bedenken, dass aus justizpraktischen Gründen eine klare Definition erforderlich sei; die rassebiologischen Bestimmungsversuche seien zu vage. Zudem würden 90 % der Deutschen gar nicht zur „nordischen Rasse“ gehören: Daher würde sie ein solches Gesetz „bedrücken“. Er riet, die Frage erst in den weniger öffentlichkeitswirksamen Ausführungsverordnungen genauer zu klären und es im Gesetz bei einer Generalklausel zu belassen. Am 17. April 1935 legte schließlich eine von Reichsärzteführer Gerhard Wagner geleitete Arbeitsgruppe einen Entwurf vor, der eine gestufte Staatsbürgerschaft vorsah. Das Vorhaben, diese Bestimmungen auch auf „Mischlinge“ auszudehnen, lehnte der „Rassereferent“ des Reichsinnenministeriums Bernhard Lösener aus praktischen Gründen ab.
Das Thema wurde also bereits intensiv auf Beamtenebene diskutiert. Gleichzeitig waren die fanatisch antisemitischen „Alten Kämpfer“ mit der scheinbar zurückhaltenden Judenpolitik der eigenen Parteiführung zunehmend unzufrieden: Ab Juli 1935 intensivierten sie ihre judenfeindliche Hetze und provozierten Zwischenfälle wie den Kurfürstendamm-Krawall von 1935, sodass Hermann Göring, Hitlers Stellvertreter Rudolf Heß und Martin Bormann vom Stab des Stellvertreters des Führers die Gestapo im Juli und August 1935 anwiesen, Aktionen gegen Juden zu unterbinden, sofern sie nicht von der Zentrale befohlen waren. Reichswirtschaftsminister Hjalmar Schacht warnte am 18. August 1935 in einer Rede in Königsberg vor dem wirtschaftlichen Schaden, den solche Gewalttätigkeiten nach sich zogen. In dieser Situation befahl Adolf Hitler, antijüdische Gesetze zu entwerfen, die während des siebten Reichsparteitags der NSDAP, der vom 10. bis zum 16. September 1935 in Nürnberg stattfand, beschlossen werden sollten. Von den vier Entwürfen zum Reichsbürgergesetz, die Hitler vorgelegt wurden, wählte er den mildesten aus, verschärfte ihn aber, indem er die Formulierung strich, die die Bestimmungen des Gesetzes auf „Volljuden“ beschränkte. Deswegen blieb die Frage im Gesetz unbeantwortet, wer als „deutschblütig“ gelten sollte und wer nicht. Sie wurde erst später auf dem Verordnungsweg geklärt, wobei sich Hitler jeweils die Letztentscheidung vorbehielt. Davon machte er in der Folgezeit auch immer wieder Gebrauch, indem von ihm oder in seinem Namen sogenannte Deutschblütigkeitserklärungen ausgestellt wurden.
Am 9. September 1935 erklärte Hitler, angesichts des Beschlusses der Komintern zum internationalen Kampf gegen den Faschismus vom 2. August 1935 sei es an der Zeit, sich mit der Bedrohung durch den Bolschewismus auseinanderzusetzen, den er als Ergebnis einer jüdischen Weltverschwörung ansah. Als angebliche Gegenwehr ließ er die Nürnberger Gesetze beschließen: Sie umfassten neben dem Reichsbürgergesetz auch das „Blutschutzgesetz“, das Eheschließungen von Juden und „Deutschblütigen“ sowie außerehelichen Geschlechtsverkehr zwischen ihnen als „Rasseverrat“ unter Strafe stellte, und das Reichsflaggengesetz. Alle drei Gesetze wurden am 15. September 1935 von Reichstagspräsident Hermann Göring verlesen und vom Reichstag einstimmig beschlossen. Eigentlich hätte sie die Reichsregierung gemäß dem Ermächtigungsgesetz auch selbst erlassen können. Dass sich die Abgeordneten einfach nach Nürnberg beordern ließen, zeigt den Bedeutungsverlust des Parlaments, der zu einem bloßen Akklamationsorgan herabgesunken war. Zuvor hatte Hitler in seiner Rede noch erklärt, sie seien der Versuch, „vielleicht doch eine Ebene schaffen zu können, auf der es dem deutschen Volke möglich wird, ein erträgliches Verhältnis zum jüdischen Volk finden zu können“ – eine kaum verhohlene Drohung. Das Reichsbürgergesetz bezeichnete er in der gleichen Rede als eine Dankesschuld, die er gegenüber der nationalsozialistischen Bewegung abzutragen habe.
Ob die Entstehung der Nürnberger Gesetze einer langfristigen Planung der Nationalsozialisten folgte, wie die Intentionalisten meinen, oder eher in funktionalistischer Interpretation improvisiert war, ist in der Forschung umstritten.

## Inhalt
Das Reichsbürgergesetz brach mit der Rechtsgleichheit der deutschen Bürger; es unterschied zwischen dem vollberechtigten „Reichsbürger“, dem allein die vollen politischen Rechte zustehen, und dem einfachen „Staatsangehörigen“:
- Ein Staatsangehöriger gehörte dem Schutzverband des Deutschen Reiches an und war diesem „besonders verpflichtet“.
- Der Reichsbürger war als („arischer“) Vollbürger der alleinige Träger der politischen Rechte „nach Maßgabe der Gesetze“. Dieser musste Staatsangehöriger „deutschen oder artverwandten Blutes“ sein; er musste überdies durch sein Verhalten beweisen, dass er „gewillt und geeignet ist, in Treue dem Deutschen Volk und Reich zu dienen“. Das bedeutete, dass das Reichsbürgerrecht auch „deutschblütigen“ Regimegegnern oder Menschen, die zu wenig Begeisterung für den Nationalsozialismus zeigten, vorenthalten werden konnte.[13] Es sollte in Form eines Reichsbürgerbriefes verliehen werden.[14]

Die Rechtssetzung im nationalsozialistischen Deutschland auf der Grundlage der Verordnungsermächtigung differenzierte allerdings zwischen 1935 und 1943 noch weiter, so dass es zum Zeitpunkt der Aufhebung des Reichsbürgergesetzes 1945 fünf verschiedene Kategorien gab:
1. Reichsbürger (und damit gleichzeitig deutsche Staatsangehörige),
2. (einfache) Staatsangehörige,
3. Staatsbürger auf Widerruf,
4. „Schutzangehörige des Deutschen Reiches“ (so genannte „fremdvölkische“ Einwohner der eingegliederten Gebiete, z. B. Protektoratsangehörige in Böhmen und Mähren), und schließlich
5. Personen ohne Rechtsstatus („Artfremde“, z. B. Juden und „Zigeuner“ in den während des Zweiten Weltkriegs besetzten Gebieten).[15]

Zur geplanten Ausfertigung von Reichsbürgerbriefen kam es nicht. So verblieb es bis zur Aufhebung des Reichsbürgergesetzes nur bei einer vorläufigen Reichsbürgerschaft. Den Vorstellungen bei Erlass des Gesetzes nach sollte dieser ohnehin nur einem kleinen Kreis ausgehändigt werden. Frick hatte eigentlich vorgehabt, alle Deutschen einem Spruchkammerverfahren auf ihre „rassische“ Herkunft und politische Zuverlässigkeit prüfen zu lassen, doch Hitler stellte ein entsprechendes Gesetz 1937 und 1938 zurück, weil sein Stellvertreter Rudolf Heß Einwände gegen den Umgang mit „Mischlingen“ hatte.
Mit dem Anschluss Österreichs am 13. März 1938 und dem damit verbundenen rückwirkenden Inkrafttreten der „Verordnung über die deutsche Staatsangehörigkeit im Lande Österreich“ vom 3. Juli 1938 (RGBl. I 1938, S. 790) wurde die österreichische Staatsbürgerschaft aufgehoben. Da das „vorläufige Reichsbürgerrecht“ an den Besitz des Reichstagswahlrechts zum Zeitpunkt des Inkrafttretens des Reichsbürgergesetzes geknüpft war, wurde es im Land Österreich nicht eingeführt. Stattdessen erhielten alle Österreicher zunächst ipso jure dieselbe deutsche Staatsangehörigkeit, also auch Juden und „Zigeuner“. Mit den nachfolgenden Verordnungen zum Reichsbürgergesetz wurde dann auch deren Staatsbürgerschaft schrittweise fragmentiert und ausgehöhlt. Eine Verordnung vom 11. Juli 1939 führte die Bestimmungen über den Widerruf von Einbürgerungen und die Aberkennung der deutschen Staatsangehörigkeit in der „Ostmark“ unter Berücksichtigung des österreichischen Staatsbürgerschaftsrechts der Ersten Republik ein.

## Bedeutung
Das Reichsbürgergesetz richtete sich in erster Linie gegen die in Deutschland lebenden Juden: Von nun an war Antisemitismus nicht nur erlaubt, er war geboten und wurde Grundlage staatlichen Handelns. Explizit wurden Juden im Gesetz zwar nicht erwähnt. Gleichwohl zielte es vor allem auf ihre Ausgrenzung und Entrechtung ab. Die Erste Verordnung zum Reichsbürgergesetz vom 14. November 1935 reichte zwei Monate später einen Inhalt nach, der das „ungeheuerliche Rassenrecht“ (Essner) in bürokratische Praxis übersetzte: Sie kodifizierte einen genealogisch abgeleiteten, graduellen Judenbegriff (§ 5): „Jude ist, wer von mindestens drei der Rasse nach volljüdischen Großeltern abstammt“, „jüdischer Mischling ist, wer von einem oder zwei der Rasse nach volljüdischen Großeltern abstammt“ (§ 2).
Mit der Aufteilung der Deutschen in zwei Klassen, in privilegierte Reichsbürger und in einfache Staatsangehörige, begann die Aushöhlung des für alle gleichermaßen geltenden Rechts der Staatsangehörigkeit. Die Schaffung der privilegierten Reichsbürgerschaft „deutschen oder artverwandten Blutes“ ermöglichte die Entrechtung der anderen, mithin als minderwertig anzusehenden Staatsangehörigen für die Zukunft. Darin bestand die Schlüsselfunktion des Gesetzes.
Der Beweis des „Volljüdischen“ für die Klassifizierung als „Jude“ erfolgte hingegen nicht über Rasse- und Abstammungskriterien, sondern über die jüdische Religion der Großelternteile, unbeachtet der Tatsache, ob die betroffenen Personen Juden, Christen oder Atheisten waren. Bei der Einstufung als „jüdischer Mischling“ wurde wiederum auf faktische Kriterien abgestellt, sofern er „ersten Grades“ war (sogenannte „Halbjuden“, d. h. bei „zwei […] volljüdische(n) Großeltern“): Gehörte dieser der „jüdischen Religionsgemeinschaft“ an oder war er mit einem „Juden“ verheiratet oder außerehelich gezeugt worden, galt er als sogenannter „Geltungsjude“.
Juden konnten nicht „Reichsbürger“ sein und wurden somit politisch entrechtet, insbesondere war ihnen das Wahlrecht aberkannt und die Ausübung eines öffentlichen Amtes untersagt worden (§ 4). Da es in der Folge keine Landtagswahlen und nur noch eine einzige Reichstagswahl geben sollte, nämlich 1938, blieb der erste Punkt für sie allerdings ohne größere praktische Bedeutung, Die Forderung des NSDAP-Parteiprogramms von 1920, ihnen die deutsche Staatsangehörigkeit generell zu entziehen, wurde im Reichsbürgergesetz selbst und in der Ersten Verordnung dazu noch nicht umgesetzt.
Doch alsbald wuchs dieses Gesetz zu einem existenzbedrohenden und -vernichtenden Werkzeug heran, denn in der Folge ergingen weitere zwölf „Verordnungen zum Reichsbürgergesetz“, durch welche die jüdische Minderheit weiter ausgegrenzt und entrechtet wurde. Diese Verordnungen regelten und bestimmten u. a.
- die Entlassung der letzten jüdischen Beamten und Notare,
- die Unterbindung der Berufstätigkeit von jüdischen Ärzten, Zahnärzten, Tierärzten, Apothekern, Rechtsanwälten und Patentanwälten,
- die Meldepflicht und Auflistung jüdischer Gewerbebetriebe,
- die Zwangsmitgliedschaft in der Reichsvereinigung der Juden in Deutschland; damit die Auflösung aller selbstverwalteten jüdischen Organisationen, den Ausschluss von der öffentlichen Wohlfahrtspflege und dem Besuch staatlicher Schulen,
- den Verlust der Staatsangehörigkeit beim Verlassen des Staatsgebietes, zugleich den Einzug des Vermögens,
- den Vermögenseinzug im Todesfall
- und schließlich die Zuständigkeit der Gestapo anstelle der ordentlichen Gerichtsbarkeit.

## Inkrafttreten
Bekannt gemacht wurde das Reichsbürgergesetz im Reichsgesetzblatt vom 16. September 1935 und trat an diesem Tag in Kraft.
In Österreich wurde es am 27. Mai 1938 bekannt gemacht, nachdem es am 24. Mai eingeführt worden war, und trat tags darauf zusammen mit dem sogenannten Blutschutzgesetz in Kraft.

## Verordnungen zum Reichsbürgergesetz

### Erste Verordnung vom 14. November 1935

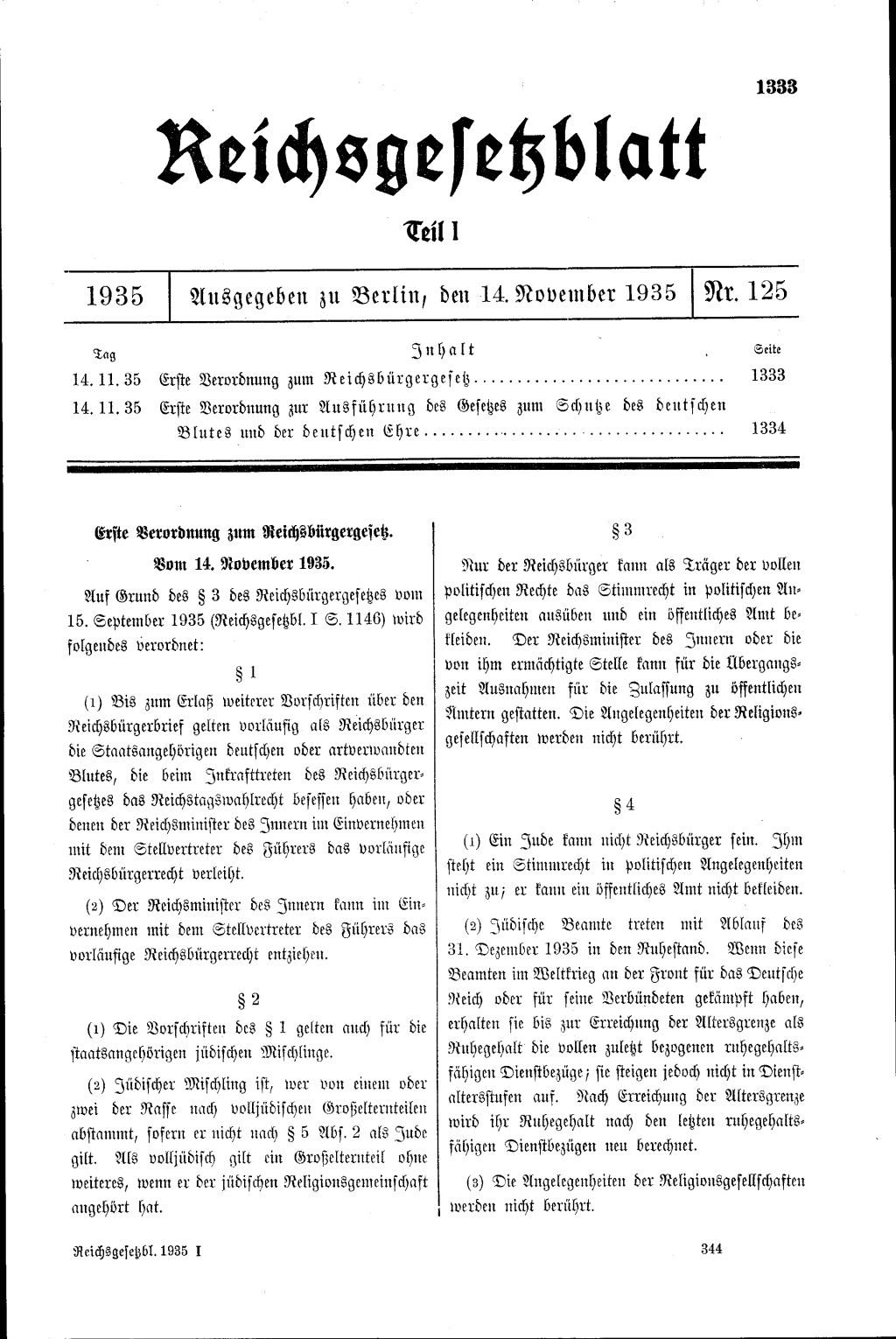
Reichsgesetzblatt vom 14. November 1935: „Erste Verordnung zum Reichsbürgergesetz“

Das Reichsbürgergesetz stellte mit seinen knappen Formulierungen die Ministerialbürokratie vor schwierige Klassifizierungsprobleme: Genügte bereits ein kleiner Teil des „Gifts“, das durch Mischehen in den „deutschen Blutstrom“ eingeflossen war, um jemanden jüdisch zu machen? Oder war die erbliche Konstitution der „Arier“ so stark, dass sie Anteile „jüdischen Blutes“ durchaus verkraften konnte? Auf diese im Kern unvernünftigen Fragen konnte es, wie der britische Historiker Richard J. Evans schreibt, keine vernünftigen Antworten geben. Dennoch wurden sie in den Wochen nach Erlass des Gesetzes ausgiebig in Denkschriften und Sitzungen erörtert. Im Streit, ob auch „Mischlinge“ und Ehepartner von Juden als rassefremd zu gelten hatten, standen sich die radikalen Antisemiten in der NSDAP und die Beamten im Reichsinnenministerium gegenüber. Eine „Reichsführerkonferenz“ am 24. September 1935 in München brachte keine Klarheit. Erst am 6. November 1935 entschied Hitler im Sinne des Innenministeriums, weil dadurch das von der Partei geforderte Schiedsgericht überflüssig und absurde Einzelfälle vermieden wurden, bei denen eine Ehescheidung einen „Rassenwechsel“ mit sich gebracht hätte. Nach letzten Beratungen mit Gerhard Wagner und Walter Groß vom Rassenpolitischen Amt der NSDAP notiert Joseph Goebbels am 15. November 1935 in sein Tagebuch: 

„Ausführung Judengesetze. Ein Kompromiß, aber der bestmögliche. Vierteljuden zu uns herüber, Halbjuden nur in Ausnahme. In Gottes Namen, damit Ruhe kommt. Geschickt und unauffällig in die Presse lancieren. Nicht zu viel Geschrei darum machen.“

In der Ersten Verordnung zum Reichsbürgergesetz wurden nun allen „deutschblütigen“ Staatsangehörigen eine vorläufige Reichsbürgerschaft zuerkannt. Auch „jüdischen Mischlingen“ wurden vorerst die politischen Rechte als Reichsbürger eingeräumt. In dieser Verordnung wurde grundlegend festgelegt, wer im Deutschen Reich als Jude beziehungsweise als „jüdischer Mischling“ zu gelten hatte. Mangels eines nachweisbaren Merkmals wurde die Religionszugehörigkeit der Vorfahren zum Kriterium herangezogen, um jemanden einer vermeintlich existierenden „jüdischen Rasse“ zuzurechnen:
- „Juden“ („Volljuden“) waren Personen, von deren Großeltern drei oder vier „der Rasse nach“ jüdisch waren.
- Als „jüdischer Mischling“ wurde bezeichnet, „wer von einem oder zwei der Rasse nach volljüdischen Großelternteilen abstammt“, aber keine weitere Bindung an das Judentum hatte. Das betraf etwa 200.000 Deutsche, auf deren Loyalität das NS-Regime nunmehr zählen konnte; 45.000 von ihnen konnten nun zur Wehrmacht eingezogen werden.[30] Um zu bestimmen, ob die Großeltern „der Rasse nach“ Juden waren, hätte man auf die Generation der Urgroßeltern zurückgreifen müssen, was in der Praxis zu einem kaum durchführbaren Erforschungsaufwand geführt hätte. Daher galt ein Großelternteil ohne Weiteres als „volljüdisch“, wenn er der jüdischen Religionsgemeinschaft angehörte. Dies konnte bedeuten, dass ein „deutschblütiger“ Großelternteil, der in eine jüdische Familie eingeheiratet und sich der jüdischen Kultusgemeinde angeschlossen hatte, im Ariernachweis „der Rasse nach“ als Jude zählte.[31]

Als Jude galt auch eine Person, die „der Rasse nach“ zwei jüdische Großeltern hatte und
- der jüdischen Religionsgemeinschaft noch angehörte oder von ihr nach Erlass des Gesetzes aufgenommen wird;
- mit einem Juden verheiratet war oder nach Erlass des Gesetzes einen Juden heiratet;
- aus einer Ehe mit einem Juden stammte, die nach dem 15. September 1935 geschlossen wurde, oder
- ein von einem Juden abstammendes außereheliches Kind war, welches nach dem 31. Juli 1936 geboren wurde.

Diese Bestimmungen betrafen nach zeitgenössischen Schätzungen etwa 50.000 Christen, die vom Judentum konvertiert waren oder von ihnen abstammten und nun als Juden galten. „Jüdische Mischlinge“, die durch diese zusätzlichen Merkmale als „Volljuden“ galten, wurden auch als „Geltungsjuden“ bezeichnet.
Da für die Eigenschaft als Jude nun doch nichtrassische Merkmale, wie das religiöse Bekenntnis der Großeltern, das eigene religiöse Bekenntnis oder rechtsgeschäftliche Willenserklärungen, (mit) maßgeblich waren, war die Verordnung selbst für diejenigen widersprüchlich, die sich auf den Boden der NS-Weltanschauung stellten. In Wilhelm Stuckarts und Hans Globkes zeitgenössischem Kommentar des Reichsbürgergesetzes wurde eingeräumt, dass die gefundene Lösung Nachteile habe, es sei aber darauf angekommen, „eine praktische, schnelle und sichere Handhabe der Vorschriften zu ermöglichen“. Wolfgang Benz nennt die Vermischung religiöser und Rassekriterien paradox, nach Dieter Gosewinkel war die Gleichsetzung von Religion und Rasse „Widersinn“ und „zynischer Pragmatismus“ und Richard J. Evans schreibt, sie führe alle angeblich „‚wissenschaftlichen‘ Behauptungen über die Bedeutung von ‚Rasse‘ und ‚Blut‘ bei der Bestimmung einer jüdischen oder deutschen Identität ad absurdum“.
Ferner war in dieser Verordnung festgelegt, dass alle „Juden“ im Sinne dieser Definition zum 31. Dezember 1935 als Beamte in den Ruhestand traten. Bis dahin hatten nach einer Ausnahmebestimmung in § 3 Absatz 2 des Gesetzes zur Wiederherstellung des Berufsbeamtentums ein unerwartet hoher Teil der „Nichtarier“ im Beamtenstatus verbleiben können, die sich auf das Frontkämpferprivileg berufen konnten.

### Zweite Verordnung vom 21. Dezember 1935
Die Zweite Verordnung stellt in erster Linie eine Konkretisierung des § 4 der Ersten Verordnung dar. Neu ist, dass § 4 Abs. 1 der Ersten Verordnung auch für die Stellung als leitender Arzt an öffentlichen sowie freien gemeinnützigen Krankenanstalten und als Vertrauensarzt galt. Die Betroffenen schieden aus dieser Stellung zum 31. März 1936 aus; ihre Verträge erloschen gleichzeitig (§ 6 Abs. 2). Diese Verordnung wurde in Österreich nicht kundgemacht. An ihre Stelle trat dort die Verordnung zur Neuordnung des Berufsbeamtentums vom 31. Mai 1938.

Mit dem so gefundenen Kompromiss waren die radikalen Antisemiten in der NSDAP aber immer noch nicht zufrieden. An die Adresse der „Vernunftantisemiten“ gerichtet, drohte Wagner auf dem achten Reichsparteitag der NSDAP im September 1936: 

„Denen aber, die da glauben, die Judenfrage wäre durch die Nürnberger Gesetze für Deutschland nun endgültig geregelt und damit erledigt, sei gesagt: Der Kampf geht weiter!“

 Dennoch unterblieben weitere Verschärfungen des nationalsozialistischen Judenrechts zunächst, da das Regime mit Blick auf die Olympischen Sommerspiele in Berlin um seine internationale Reputation fürchtete.

### Dritte Verordnung vom 14. Juni 1938
In einer „Dritten Verordnung zum Reichsbürgergesetz“ wurde definiert, welche Gewerbebetriebe als „jüdisch“ zu gelten hatten. Diese sollten in ein gesondertes Verzeichnis eingetragen werden, das der Öffentlichkeit zugänglich war. Der Reichswirtschaftsminister wurde zu einer Regelung im Einvernehmen mit dem Reichsminister des Innern und dem Stellvertreter des Führers ermächtigt, dass Betriebe von „einem noch zu bestimmenden Zeitpunkt ab“ ein besonderes Kennzeichen führen mussten.

### Vierte Verordnung vom 25. Juli 1938
Nach dem Erlass der „Vierten Verordnung zum Reichsbürgergesetz“ vom 25. Juli 1938 wurde jüdischen Ärzten mit Wirkung vom 30. September 1938 an die Approbation entzogen. Ebenso konnte kein Jude mehr eine Approbation erhalten. Dienstverträge mit jüdischen Ärzten waren zum 31. Dezember 1938 kündbar, auch wenn dieses erst für später vorgesehen oder möglich war. Mietverträge über Räume, die der Arzt für sich, seine Familie oder für seine Berufsausübung gemietet hatte, waren ebenfalls zum 30. September 1938 aufzulösen.
Von den 3.152 noch praktizierenden jüdischen Ärzten erhielten auf der Grundlage dieser Verordnung 709 eine „widerrufliche Genehmigung“, als „Krankenbehandler“ für jüdische Patienten tätig zu sein. Damit waren von den 1933 rund 9.000 praktizierenden jüdischen Ärzten nur noch 709 als „Krankenbehandler“ zugelassen.

### Fünfte Verordnung vom 27. September 1938
Durch die „Fünfte Verordnung zum Reichsbürgergesetz“ vom 27. September 1938 wurde jüdischen Rechtsanwälten, die gemäß einer Ausnahmeregelung im Gesetz über die Zulassung zur Rechtsanwaltschaft nach 1933 noch weiter tätig sein durften, im Altreich zum 30. November 1938 und im Lande Österreich zum 31. Dezember 1938 die Zulassung entzogen. Lediglich bei in Wien zugelassenen Rechtsanwälten, die seit mindestens 50 Jahren in Österreich ansässig und ehemalige Frontkämpfer waren, konnte von der Löschung vorläufig abgesehen werden. Jedoch war diese Löschung jederzeit möglich, und bis dahin bestand die Möglichkeit des Verbots der Berufsausübung. Die Verordnung regelte die Kündigung von Dienst- und Mietverträgen, die damit im Zusammenhang standen.
Eine rechtsberatende Tätigkeit war jüdischen Juristen bereits seit 1935 untersagt. Zur Vertretung und rechtlichen Beratung jüdischer Klienten wurden 1938 einige „Konsulenten“ zugelassen. Von den derweil noch zugelassenen 1.753 jüdischen Rechtsanwälten durften nur 172 als Konsulenten tätig sein.

### Sechste Verordnung vom 31. Oktober 1938
Mit der „Sechsten Verordnung zum Reichsbürgergesetz“ vom 31. Oktober 1938 wurde Juden die Betätigung als Patentanwalt untersagt. Die Verordnung regelte ebenfalls die Kündigung von Dienst- und Mietverträgen, die damit im Zusammenhang standen.

### Siebente Verordnung vom 5. Dezember 1938
Die noch auf der Grundlage des „Frontkämpferprivilegs“ fortgezahlten vollen Bezüge der auf Grund der Ersten Verordnung in den Ruhestand versetzten Beamten wurden durch diese Verordnung ab dem 1. Januar 1939 auf das allgemeine Ruhegehalt eingekürzt.

### Achte Verordnung vom 17. Januar 1939
Durch die „Achte Verordnung zum Reichsbürgergesetz“ vom 17. Januar 1939 wurde jüdischen Zahnärzten, Tierärzten und Apothekern die Berufsausübung mit Wirkung vom 31. Januar 1939 verboten, womit das gesamte Feld der Heilkunde nunmehr Juden verschlossen war. Lediglich als Hilfskräfte für eine Tätigkeit an Juden oder an jüdischen Krankenanstalten durften sie weiter tätig sein. Wenige Zahnärzte bzw. Zahntechniker, denen die weitere Ausübung des Berufes widerruflich gestattet wurde, durften Ehefrau, Kinder und ansonsten nur Juden behandeln. Auch diese Verordnung regelte zusätzlich die Kündigung von entsprechenden Dienst- und Mietverträgen.

### Neunte Verordnung vom 5. Mai 1939
In der „Neunten Verordnung zum Reichsbürgergesetz“ vom 5. Mai 1939 wurde „jüdischen Mischlingen“ aus Österreich zugebilligt, dass sie nicht mit einem Juden verheiratet seien, wenn die Ehe bis zur Bekanntmachung des Reichsbürgergesetzes (16. September 1935) entsprechend dem geltenden österreichischen Eherecht nicht dem Bande nach getrennt werden konnte, sondern nur von Tisch und Bett geschieden war, sofern keine neuerliche Ehe eingegangen wurde.

### Zehnte Verordnung vom 4. Juli 1939
Einschneidende Veränderung brachte die „Zehnte Verordnung zum Reichsbürgergesetz“. Sie begründete die Zwangsmitgliedschaft in der „Reichsvereinigung der Juden in Deutschland“, die als verlängerter Arm des Reichssicherheitshauptamtes (RSHA) wirkte und später bei der Durchführung der Deportationen eine unrühmliche Helferrolle spielte. Die Reichsvereinigung hatte die Auswanderung zu fördern und musste eine Vermögensabgabe erheben, um mittellosen Auswanderern ein Vorzeigegeld aushändigen zu können.

### Elfte Verordnung vom 25. November 1941
Zwar hatte das NS-Regime darauf verzichtet, den Juden die deutsche Staatsangehörigkeit im Reichsbürgergesetz einfach abzuerkennen. Globke und Stuckart arbeiteten dennoch in diese Richtung, weil Juden als Staatsangehörige rechtlich bessergestellt waren als die Polen, die seit März 1941 als „Schutzangehörige“ galten. Ministerialdirektor Wilhelm Kritzinger von der Reichskanzlei widersprach, da die Juden „in nicht ferner Zeit aus Deutschland verschwunden sein werden“ und insofern keines Schutzes bedürften. Hitler stimmte zu, auch weil die vorgeschlagene generelle Ausbürgerung die in Mischehen lebenden Juden betroffen und dadurch zu Unruhe in der Öffentlichkeit geführt hätte. Als Kompromiss fand man die Regelung, die im November 1941 als elfte Verordnung zum Reichsbürgergesetz in Kraft tat: Ein Jude verlor nunmehr „mit der Verlegung des gewöhnlichen Aufenthalts ins Ausland“ die deutsche Staatsangehörigkeit. Dies bedeutete, dass auf diese Weise allen bereits ins Ausland übersiedelten deutschen Juden – nachträglich – ihre Staatsangehörigkeit entzogen wurde, was ca. 250.000 bis 280.000 emigrierte Juden betraf. Die Verordnung bestimmte aber auch, dass dies für spätere Wohnsitzverlegungen gelte. Nachdem auf Befehl Heinrich Himmlers am 18. Oktober 1941 den Juden die Auswanderung verboten worden war, entsprach dies nur noch dem Vorgang der Deportation. Offensichtlich hatte die „Elfte Verordnung zum Reichsbürgergesetz“ für die Arisierung (Entjudung) auch den Zweck, bei der anstehenden Deportation der deutschen Juden den verbliebenen Rest ihres Vermögens an den NS-Staat zu bringen, ohne eine vordem übliche Einzelfallentscheidung durchführen zu müssen: 

„Das Vermögen des Juden, der die deutsche Staatsangehörigkeit auf Grund dieser Verordnung verliert, verfällt mit dem Verlust der Staatsangehörigkeit dem Reich. […] Das verfallene Vermögen soll zur Förderung aller mit der Lösung der Judenfrage im Zusammenhang stehenden Zwecke dienen.“

Da viele Deportationszüge ins Generalgouvernement, ins Reichskommissariat Ostland oder das Reichskommissariat Ukraine führen sollten, die reichsrechtlich nicht als Ausland galten, wurden diese Zielgebiete durch Runderlass des Reichsministers des Innern vom 3. Dezember 1941 als „Ausland im Sinne der Elften Verordnung“ eingestuft.
Vor diesem Datum wurde eine Einzelfallentscheidung als förmlicher Verwaltungsakt durchgeführt, der später nur noch für staatenlose Juden und bei Deportationen ins „Altersghetto Theresienstadt“ in Anwendung kam: Diesen Juden wurde im Sammellager durch einen Gerichtsvollzieher eine Urkunde zugestellt, nach der ihr gesamtes Eigentum als „volks- und staatsfeindliches Vermögen“ eingezogen wurde. Das RSHA bemühte sich, die Vermögenswerte der Deportierten ungeachtet der Elften Verordnung einzubehalten, statt sie ans Reich zu transferieren. Adolf Eichmann instruierte die SS-Männer entsprechend.
Der Unrechtsgehalt der Elften Verordnung ist „ohne weiteres offensichtlich“: Aberkennung der deutschen Staatsangehörigkeit nach erfolgter Deportation, Verlust des Vermögens und das Ruhen von Pensionsansprüchen. Nach Beurteilung von Uwe Dietrich Adam schaffte diese Verordnung jedoch „kein umwälzendes neues ‚Recht‘“, sondern normierte beim Griff nach dem jüdischen Vermögen nur die faktisch bestehende Lage und stellte somit eine Verwaltungsvereinfachung dar. Die im Reich lebenden Juden blieben – entgegen den ursprünglichen Planungen – von den Bestimmungen über den Vermögensverfall verschont. Die in Mischehen lebenden Juden und die „Mischlinge“ blieben deutsche Staatsangehörige. Reinhard Heydrich konnte sein Vorhaben, alle Schranken des Reichsbürgergesetzes und seiner Verordnungen einzureißen und sämtliche in Deutschland noch lebenden Juden deportieren oder sterilisieren zu lassen, auch nach seiner Beauftragung, einen organisatorischen Gesamtentwurf für die „Endlösung der Judenfrage“ zu erstellen (31. Juli 1941), nicht verwirklichen. Noch auf der Wannseekonferenz am 20. Januar 1942 beharrte Stuckart auf den Bestimmungen des Reichsbürgergesetzes.
Nach Art. 116 Abs. 2 GG werden Personen, denen zwischen dem 30. Januar 1933 und dem 8. Mai 1945 die deutsche Staatsangehörigkeit aus politischen, rassischen oder religiösen Gründen entzogen worden war, auf ihren Antrag wieder eingebürgert. Das Bundesverfassungsgericht erachtete im Beschluss vom 14. Februar 1968 die 11. Verordnung zum Reichsbürgergesetz als unerträglichen Widerspruch zur Gerechtigkeit und sah sie als von Anfang an nichtig an.
Die aus der 11. Verordnung zum Reichsbürgergesetz resultierende de jure-Staatenlosigkeit wird als gänzlich unstrittig angesehen. Juden, die gegen Kriegsende aus einem der im Ausland gelegenen Konzentrations- oder Vernichtungslager befreit wurden, erfüllten die Voraussetzungen einer staatenlosen Displaced Person.

### Zwölfte Verordnung vom 25. April 1943
Mit der „Zwölften Verordnung zum Reichsbürgergesetz“ wurden eine deutsche „Staatsangehörigkeit auf Widerruf“ und ein Rechtsstatus „Schutzangehöriger des Deutschen Reiches“ eingeführt. Es gab damit vier Kategorien mit unterschiedlichem Rechtsstatus:
1. Reichsbürger
2. Staatsangehöriger
3. Staatsangehöriger auf Widerruf
4. Schutzangehörige, die nicht Staatsangehörige sein konnten.[62]

„Zigeuner“ und Juden (auch „Halbjuden“) konnten weder Staatsangehörige auf Widerruf noch Schutzangehörige sein bzw. werden. Das betraf faktisch Kinder von Juden oder Zigeunern, die nach dem 30. April 1943, dem Tag des Inkrafttretens dieser Verordnung, geboren wurden. Entgegen gelegentlich in der Literatur zu findenden Behauptungen verloren Juden oder „Zigeuner“, die die deutsche Staatsangehörigkeit noch besaßen, diese durch die 12. Verordnung zum Reichsbürgergesetz nicht.

### Dreizehnte Verordnung vom 1. Juli 1943
Durch die „Dreizehnte Verordnung zum Reichsbürgergesetz“ vom 1. Juli 1943 (RGBl. I S. 372) wurden die Juden der ordentlichen Gerichtsbarkeit entzogen; strafbare Handlungen von Juden wurden fortan durch die Polizei geahndet (§ 1 Abs. 1 der Verordnung). Die wenigen legal im Reich verbliebenen Juden lebten meist im unsicheren Schutz einer „Mischehe“ und waren der Willkür der Gestapo ausgeliefert. Nach dem Tode eines Juden verfiel sein Vermögen dem Reich.

## Zeitgenössischer Kommentar
Von großer Bedeutung wurde auch der Gesetzeskommentar zum Reichsbürgergesetz, den Staatssekretär Wilhelm Stuckart (Einleitung) und Ministerialrat Hans Globke (Kommentierung) vom Reichsinnenministerium 1936 vorlegten. Durch die Mitautorschaft Stuckarts erschien er „parteinäher“ als andere Kommentare und erreichte daher in der Rechtsprechung des NS-Staates zum Reichsbürgergesetz autoritative Qualität.
In der Einleitung erwähnte Stuckart die angeblich „naturgesetzliche Ungleichheit und Verschiedenartigkeit […] der Rassen, Völker und Menschen“ und die dadurch erforderliche Zuweisung unterschiedlicher Rechte und Pflichten mit Hinweis auf Hitlers Mein Kampf. Unter Bezugnahme auf den nationalsozialistischen Rasseideologen Hans F. K. Günther behauptete er, „die Zuführung artfremden Blutes zu dem eigenen“ schwäche „das instinktsichere Wollen“ des „Volkskörpers“, was „in der Regel eine Störung des seelischen Gleichgewichts“ zufolge hätte.
Globke unterschied im Kommentarteil zwischen „objektiven“ und „subjektiven“ Voraussetzungen als Bedingungen zum Erwerb des Reichsbürgerrechts: Objektive Voraussetzungen seien der Besitz der deutschen Staatsbürgerschaft und die „Zugehörigkeit zum deutschen oder artverwandten Blut“. Als subjektive Komponente wurde „der Wille und die Eignung des Volksgenossen zum Dienst am deutschen Volk“ angeführt. Dieser subjektive Faktor lasse sich nach bestimmten objektiven Merkmalen feststellen, die noch nicht festgelegt seien. Globke rechnete aber damit, dass damit eine einwandfreie Führung, eine Bewährung im Beruf und für Männer die Erfüllung der Wehrpflicht gehören würden. Die „objektiven“ und „subjektiven“ Elemente waren laut der Rechtswissenschaftlerin Doris Liebscher miteinander „über den völkischen Rassebegriff verbunden“, welcher die biologische Abstammung und einen „mystischen Blut- und Geistaberglauben“ vereine: „Was deutsch ist und was dem deutschen Volke nützt oder schadet, kann nur der Blutsverwandte empfinden, wissen und daher auch bestimmen“, schrieb Stuckart in der Einleitung.

Der Versuch, die Vermischung rassischer und religiöser Kriterien in der Ersten Verordnung zum Reichsbürgergesetz logisch zu klären, zwang Globke zu verwirrenden Erklärungen, in denen, entgegen der nationalsozialistischen Rasselehre, eine vorübergehende Veränderung der Umwelt dauerhafte erbbiologische Folgen zeitigte: Am hypothetischen Beispiel einer „deutschblütigen“ Frau, die nach Eheschließung mit einem Juden zum Judentum konvertiert, als Witwe aber zum Christentum zurückgekehrt war und einen „arischen“ Mann geheiratet hätte, kam er zu dem Schluss, dass sie, obwohl „deutschblütig“, jüdische Enkel haben könne: 

„Zu beachten ist […]: Ein zum Judentum übergetretener Deutschblütiger ist […] für seine eigene Einordnung nach wie vor als deutschblütig anzusehen, lediglich für die arische Einordnung der Enkel gilt er als Volljude.“

Durch ihren völkischen Blutsbegriff gingen Stuckart und Globke weit über das Abstammungsprinzip hinaus, das in Deutschland nach dem RuStAG von 1913 galt, und folgten der antisemitischen Forderung des 25-Punkte-Programms der NSDAP von 1920, wonach kein Jude Volksgenosse sein könne.
Nach dem Zweiten Weltkrieg trat Globke in die CDU ein und stieg im Regierungsapparat der Bundesrepublik Deutschland bis zum Chef des Bundeskanzleramtes auf. In dieser Zeit wurden seine Tätigkeiten in der Zeit des Nationalsozialismus und nicht zuletzt seine Mitautorschaft am Kommentar des Reichsbürgergesetzes skandalisiert. Globke selbst behauptete, er habe damit den diskriminierten Juden nach Möglichkeit helfen wollen. Diese Behauptung ist bis in die Gegenwart umstritten.

## Aufhebung des Gesetzes und Nichtigkeit
In Deutschland fiel das Reichsbürgergesetz am 20. September 1945 mit seinen Verordnungen unter das Kontrollratsgesetz Nr. 1 betreffend die Aufhebung von NS-Recht.
Im wiedererrichteten Österreich wurde durch Kundmachung vom 13. Mai 1945 festgestellt, dass das Gesetz zum 10. April 1945 außer Kraft getreten war.

Das Bundesverfassungsgericht formulierte 1968 folgende Leitsätze: 

„Nationalsozialistischen ‚Rechts‘vorschriften kann die Geltung als Recht abgesprochen werden, wenn sie fundamentalen Prinzipien der Gerechtigkeit so evident widersprechen, daß der Richter, der sie anwenden oder ihre Rechtsfolgen anerkennen wollte, Unrecht statt Recht sprechen würde. In der 11. Verordnung zum Reichsbürgergesetz vom 25. November 1941 (RGBl. I S. 772) hat der Widerspruch zur Gerechtigkeit ein so unerträgliches Maß erreicht, daß sie von Anfang an als nichtig erachtet werden muß.“

## Auswirkungen in der Schweiz
Das Schweizer Bundesgericht stellte ab 1935 in mehreren Entscheidungen klar, dass in der Schweiz die antisemitische NS-Gesetzgebung – speziell das Reichsbürgergesetz – als gegen Rechtsprinzipien verstoßendes Unrecht anzusehen sei, womit sie keine Anwendung finden durfte. Dies wurde allerdings in der Praxis durch die Behörden missachtet (Judenstempel ab Oktober 1938, Entzug der Niederlassungsbewilligung für ausgebürgerte deutsche Juden ab November 1941).